# Ermita del Cristo del Calvario (Alcudia de Crespins)
La Ermita del Cristo del Calvario es un templo situado en el municipio valenciano de Alcudia de Crespins (España) Es Bien de Relevancia Local con identificador número 46.23.020-001.

## Historia
En 1774 fue construido un templo dedicado al titular, el Santísimo Cristo del Monte Calvario, a instancias de Cristóbal Crespí de Valldaura, conde de Orgaz, conde de Orgaz. Durante la Guerra de la Independencia fue utilizado como cuartel por las tropas francesas y fue expoliado, por lo que hubo de reconstruirse. Así la ermita data de inicios del siglo XIX. Fue ampliada en 1967 y posteriormente ha sido objeto de otras intervenciones que han contribuido al buen estado de conservación del conjunto de ermita y calvario.

## Descripción
La ermita se encuentra en la calle de la Ermita, sobre una pequeña elevación que domina el pueblo y se llega a ella por el Vía Crucis. Los casalicios de este son de ladrillo cara vista y cuentan con una cubierta piramidal de tejas azules y blancas.
El templo ocupa una pequeña plazoleta con gradas. Es de estilo dórico, con planta de cruz latina.
La puerta está adintelada y es de madera con postigos. Sobre ella hay un retablo cerámico moderno de forma ojival. A ambos lados hay faroles de hierro y, sobre el vano, una ventana enrejada. El frontón triangular está rematado por una espadaña cuadrada con campana. El conjunto está rematado por una escultura de Jesucristo.
El interior está cubierto con bóveda de medio cañón de dos tramos con lunetos. Tiene crucero con cúpula ciega sobre pechinas, nervios y florón central. El altar, moderno, está exento. El retablo de escayola alberga en una hornacina del titular, en madera policromada, y es copia de otra imagen del siglo XVII que fue traída de Cerdeña por el conde de Orgaz. Debajo del Cristo hay una imagen de la Virgen Dolorosa.